# Giuseppe de Marco (patriota)
Giuseppe Nicolantonio de Marco (Paupisi, 5 agosto 1821 – Paupisi, 20 luglio 1882) è stato un patriota italiano.

## Biografia
Giuseppe Nicolantonio de Marco nasce a Paupisi, piccolo paese alle pendici del monte Pentime, da Girolamo e da Cecilia Lenti in una famiglia originaria di Napoli proprietaria di grosse estensioni di terreni. 

La madre, una nobildonna di Torrecuso, era sorella di Domenicantonio patriota e capitano dei Cacciatori Irpini e membro del comitato d’Azione del Vitulanese (1859-1860), di cui Giuseppe, suo cognato, fu animatore e fondatore; la madre era figlia di Gaetano, ardimentoso patriota, animoso ed acceso carbonaro capitano dei Militi nel 1820 e che, per questo, fu perseguitato, arrestato e processato.
 Nella famiglia materna si respira un'educazione liberale, volta all'indipendenza e all'unità della Patria. 

Fin da giovane venne tenuto sotto sorveglianza dalla gendarmeria borbonica finché nel 1856 fu costretto al soggiorno obbligato a Telese in quanto sospettato di aver favorito l’evasione di alcuni patrioti dal carcere di Montesarchio.
De Marco fece parte della costituzione del Comitato Vitualese e dei comitati d’Azione della zona che furono sostegno importante alla causa del Risorgimento; il Comitato d’Azione di Paupisi, di cui il De Marco fu organizzatore e comandante, fu più degli altri, il principale Comitato cospirativo- rivoluzionario dell’Irpinia. 
Già nel 1860 a Paupisi si contavano oltre 600 garibaldini poco armati ma pronti all’azione. 
La casa di famiglia del De Marco e la chiesa attigua furono il centro di raccolta e il fulcro di cospirazione e addestramento all’uso delle armi e al combattimento. 
Nella corte della casa fu costruito un cippo, ancora esistente, usato come alzabandiera. 
La sua colonna fu chiamata dagli storici a volte Battaglione Irpino, a volte Battaglione Vitulanese ma per De Marco e per lo stesso Garibaldi furono i “Cacciatori Irpini” (possibile il richiamo ai Cacciatori delle Alpi che nel 1859 sbaragliarono gli austriaci). Fu lo stesso Garibaldi a nominare De Marco tenente colonnello per l’eroismo dimostrato nelle azioni militari. 

Francesco Giannini donò trecento ducati al Comitato Vituanese di cui duecento furono assegnati a De Marco che acquistò munizioni e fucili in tempo per organizzare un'insurrezione a seguito della presa di Reggio Calabria da parte dei Garibaldini. 
La colonna comandata dal De Marco era composta da 480 fanti in tenuta garibaldina suddivisi in sei compagnie e una settima compagnia, molto numerosa, composta da disertori papalini e borbonici e popolani, oltre ad un plotone di cavalleria e ad un servizio sanitario.
 Entrarono a Benevento in pompa magna il 3 settembre 1860, fra le bandiere tricolori e la popolazione in festa. 

Dopo la liberazione di Benevento i Cacciatori Irpini si spinsero fino ad Apice dove si incontrarono con le forze superstiti garibaldine fuggite da Ariano e si mossero nuovamente verso Ariano quando ebbero la notizia che il 9 settembre il Maresciallo borbonico Flores, con a seguito ufficiali dello stato maggiore e un reparto armato di scorta, si erano recati ad ispezionare la rete stradale tra Grottaminarda e Montemiletto; il battaglione di De Marco riuscì a sopraffare la scorta e a catturare il maresciallo borbonico Carluccio Flores con tutto il suo seguito presso Campanarello. 
Alla notizia della cattura di Flores la colonna dei reazionari rimasta ad Ariano si dissolse abbandonando i bottini di guerra e generando enorme confusione tra le popolazioni afflitte da distruzione e morte con bottini e armi da distribuire; il 13 settembre, all’arrivo dei cacciatori Irpini il De Marco ebbe grande difficoltà a ripristinare l’ordine nella popolazione. 

Queste azioni di guerriglia ostacolarono le truppe borboniche e facilitarono molto Garibaldi nell’entrata a Napoli il 7 settembre 1860. 

Il 17 ottobre 1860 ci fu la battaglia di Pettorano fra la Legione del Matese e le forze filoborboniche dove, per l’impresa imprudente di Francesco Nullo, i Cacciatori d’Irpinia comandati dal De Marco ebbero perdite ingenti in morti e prigionieri, ma dimostrarono comunque il loro valore e lo stesso De Marco fu decorato con medaglia d’argento al valor militare per l’ardimento dimostrato.
I Cacciatori d’Irpinia con il suo comandante saranno ricordati per la cattura del Maresciallo Flores e per il valore dimostrato nella giornata di Pettorano. 

Dal 1861 al 1863, periodo in cui il Regno Unitario è presente con repressione al brigantaggio nel meridione, il De Marco partecipa ad azioni di rilievo.
De Marco fu il medesimo De Marco indicato dallo storico borbonico Giacinto de' Sivo, tra coloro che fecero da guida al colonnello Negri quando questi entrò in Pontelandolfo per compiervi la rappresaglia, come all'eccidio dei soldati del Regno impegnati nella repressione del brigantaggio postunitario.

Giuseppe de Marco morì per “atroce malattia” il 20 luglio 1882 ormai quasi dimenticato da tutti.

### Annotazioni
1. ↑  Il prof. Vincenzo Fasani, storico di Torrecuso, scrisse per le onoranze al De Marco nel 1960: «Pertanto Giuseppe de Marco succhiò dal latte materno, Donna Cecilia Lenti, il suo ardente amore per l’indipendenza e unità della Patria»[3].
2. ↑  L’entrata di De Marco e De Blasiis in Benevento è rimasta indelebile nella memoria di coloro che ne furono spettatori
[5]
3. ↑  Carbonelli (...) scriveva (...) la mattinata del 3 settembre, agli amici del Comitato di Azione di Napoli: «Carissimi amici, … Già in Ariano sono raccolte più di 600 persone. Questa mattina si aspetta De Marco con altri 1000 uomini circa. Altri 1000 in piccoli contingenti arriveranno nella giornata di domani. Dopo domani arriveranno quelli del Molise e forse quelli di Piedimonte; in una parola pel giorno 7 conto dare battaglia al Generale Flores, che si avanza da Bari ed è già a Cerignola. Il Flores ha un reggimento di linea, 2 squadroni di cavalleria, un 600 gendarmi e mezza batteria; in tutto oltre 2000 uomini.»[6].
4. ↑  Il De Marco ordinò il disarmo di tutti i cittadini con la consegna dì ogni tipo di arma da fuoco e da taglio e intensificò gli arresti dei responsabili del sanguinoso scontro del 4 sett. e del successivo vandalismo esercitato sui feriti e sui cadaveri dei Patrioti Liberali.[6].
5. ↑  «Il De Marco si segnalò per la cattura del maresciallo Carluccio Flores e per il suo valore nella giornata di Pettorano»[2].
Per volere di Salvatore Giuseppe Rampone di Benevento il De Marco fu l’unico non beneventano a far parte del Governo Provvisorio nel 1860[2]».
6. ↑  «Sull'alba del 14 arriva da Benevento un colonnello Negri con cinquecento non soldati, ma assassini, guidati da due liberali del luogo e dal de Marco» In Giacinto de' Sivo[7].

### Fonti
1. ↑  Cfr. l’atto di nascita n. 23.
2. 1 2 3 4 5 6   Floridante Bizzarro, Giuseppe de Marco comandante dei cacciatori Irpini, in Paupisi nella sua storia, Benevento, Ricolo, 1981.
3. 1 2 3 4 5 6 7 8 9 10   Nicolino Polcino, Sprazzi Poetici - Poesie Discorsi Personaggi, Paupisi, 1998.
4. ↑   Il colonnello garibaldino Giuseppe de Marco e l'Epopea Garibaldina, su brigantaggio.net. URL consultato il 2021-101-10.
5. ↑   Giovanni Petella, La Legione del Matese durante e dopo l’epopea Garibaldina (agosto 1860 - marzo 1861) (PDF), volume II, Seconda ed., Città di Castello, Lapi, 1910.
6. 1 2   I fatti di Ariano del 1860 [collegamento interrotto], su win.irpino.it. URL consultato il 10 gennaio 2021.
7. ↑   Giacinto de' Sivo, Storia delle Due Sicilie - dal 1847 al 1861 - volume quinto, Viterbo, Presso Sperandio Pompei, 1867..
8. ↑   Giuseppe de Marco comandante dei Cacciatori Irpini. Di Floridante Bizzarro, su brigantaggio.net, 1981. URL consultato l'11 gennaio 2021.